# Gran Premio Guillermo Tell
El Gran Premio Guillermo Tell (oficialmente: Grand Prix Tell) fue una carrera ciclista suiza que se disputaba en la región de Suiza Central, en el mes de agosto o septiembre.
Creada en 1971 tradicionalmente fue profesional de categoría 2.4. Tras no disputarse en 1999 desde el año 2000 se convirtió en carrera amateur en la categoría 2.7.1 (máxima categoría amateur para corredores sub-23). Tras no disputarse en 2005 debido a la mala meteorología definitivamente desde el 2006 se integró en los Circuitos Continentales UCI formando parte del UCI Europe Tour, primero dentro de la categoría 2.2 (última categoría del profesionalismo) aunque manteniendo la limitación de edad a corredores sub-23; desde el 2007 en la nueva categoría creada en ese año dentro de la última categoría del profesionalismo limitada a corredores sub-23 y puntuable también para la Copa de las Naciones UCI: 2.Ncup; en 2008, tras desavanencias con la UCI, en la última categoría del profesionalismo limitada a corredores sub-23 pero sin puntuar para la Copa de las Naciones UCI: 2.2U; y finalmente, en su última edición en 2009, de nuevo en la 2.2 ya sin limitación de edad.

## Palmarés
En amarillo: edición amateur.
| Año  | Ganador           | Segundo                 | Tercero                |
| ---- | ----------------- | ----------------------- | ---------------------- |
| 1971 | Fritz Wehrli      | Dimitri Trischin        | Aleksandre Gusiatnikov |
| 1972 | Dave Lloyd        | José Luis Viejo         | Jerzy Zwyrko           |
| 1973 | Guy Leleu         | Johan Ruch              | Nikolai Gorelov        |
| 1974 | Werner Fretz      | Michel Kuhn             | Said Gouiseinov        |
| 1975 | Jørgen Marcussen  | Aleksandre Gusiatnikov  | Miroslav Sykora        |
| 1976 | Roberto Ceruti    | Bruno Wolfer            | Richard Trinkler       |
| 1977 | Gilbert Glaus     | Claudio Corti           | Jiri Bartolsic         |
| 1978 | Kurt Ehrensperger | Fons De Wolf            | Richard Trinkler       |
| 1979 | Richard Trinkler  | Daniel Muller           | Fausto Stiz            |
| 1980 | Mariano Polini    | Helmut Wechselberger    | Jürh Luchs             |
| 1981 | Dag Erik Pedersen | José Patrocinio Jiménez | Etienne Neant          |
| 1982 | Niki Rüttimann    | Urs Zimmermann          | Richard Trinkler       |
| 1983 | Richard Trinkler  | Heinz Imboden           | Vladimir Dolek         |
| 1984 | Guido Winterberg  | Peter Hilse             | Heinz Imboden          |
| 1985 | Pascal Richard    | Riho Suun               | Stephen Hodge          |
| 1986 | Heinz Imboden     | Guido Winterberg        | Arno Kuttel            |
| 1987 | Guido Winterberg  | Bernard Gavillet        | Pascal Richard         |
| 1988 | Fabian Fuchs      | Alirio Chizabas         | Laurent Madouas        |
| 1989 | Karl Kälin        | Daniel Steiger          | Josef Holzmann         |
| 1990 | Werner Stutz      | Peter Meinert           | Roland Meier           |
| 1991 | Alex Zülle        | Beat Zberg              | Patrick Jonker         |
| 1992 | Dieter Runkel     | Roland Meier            | Erik Dekker            |
| 1993 | Peter Verbeken    | André Wernli            | Daniel Lanz            |
| 1994 | No se disputó     | No se disputó           | No se disputó          |
| 1995 | Peter Verbeken    | Manuele Scopsi          | Nicolaj Bo Larsen      |
| 1996 | Andrea Dolci      | Oscar Camenzind         | Marcelino García       |
| 1997 | Oscar Camenzind   | Niki Aebersold          | Armin Meier            |
| 1998 | Marco Velo        | Daniele Nardello        | Fabian Jeker           |
| 1999 | No se disputó     | No se disputó           | No se disputó          |
| 2000 | Jurgen Van Goolen | Nico Sijmens            | Remmert Wielinga       |
| 2001 | Emil Arnell       | Yaroslav Popovych       | Cristian Tosoni        |
| 2002 | Rasmus Dyring     | Gustav Larsson          | Grégory Rast           |
| 2003 | Vladimir Gusev    | Tomaž Nose              | Florian Stalder        |
| 2004 | Tomaž Nose        | Janez Brajkovič         | Andy Schleck           |
| 2005 | No se disputó     | No se disputó           | No se disputó          |
| 2006 | Markus Eibegger   | Peter Velits            | Miha Švab              |
| 2007 | Gatis Smukulis    | Jakob Fuglsang          | Jérôme Coppel          |
| 2008 | Timofey Kritskiy  | Jarlinson Pantano       | Jocelyn Bar            |
| 2009 | Mathias Frank     | Nico Schneider          | Péter Kusztor          |

## Palmarés por países
| País        | Victorias |
| ----------- | --------- |
| Suiza       | 19        |
| Italia      | 4         |
| Bélgica     | 3         |
| Dinamarca   | 2         |
| Rusia       | 2         |
| Reino Unido | 1         |
| Francia     | 1         |
| Noruega     | 1         |
| Suecia      | 1         |
| Eslovaquia  | 1         |
| Austria     | 1         |
| Letonia     | 1         |